# Brian Dozier
Pour les articles homonymes, voir Dozier.
James Brian Dozier (né le 15 mai 1987 à Tupelo, Mississippi, États-Unis) est le joueur de deuxième but ayant évolué dans la Ligue majeure de baseball de 2012 à 2020.

## Carrière
Athlète évoluant à l'Université Southern Mississippi, Brian Dozier est un choix de huitième ronde des Twins du Minnesota en 2009. Il fait ses débuts dans le baseball majeur avec Minnesota le 7 mai 2012. Il réussit le jour même son premier coup sûr en carrière, contre le lanceur David Carpenter des Angels de Los Angeles. Le 13 mai, il frappe aux dépens de Ricky Romero des Blue Jays de Toronto son premier coup de circuit.
Dozier est l'arrêt-court des Twins à sa première saison en 2012 avant de prendre la place au deuxième but les années suivantes.
Il joue sa première saison complète en 2013 avec les Twins, frappant 18 coups de circuit et produisant 66 points en 147 parties jouées. Il est une révélation pour Minnesota en 2014. Ses 112 points marqués représente le second plus haut total des majeures cette année-là après les 115 du joueur par excellence de la ligue, Mike Trout. Dozier mène les Twins non seulement pour les points marqués, mais aussi pour les coups sûrs (145), les circuits (23) et les buts volés (21), en plus d'être second du club avec 71 points produits. Il est 3e de la Ligue américaine avec 89 buts-sur-balles soutirés aux lanceurs adverses.
Dozier est invité au match des étoiles 2015 et frappe un coup de circuit dans cette rencontre.
En 2017, il reçoit le Gant doré du meilleur joueur défensif de la saison à la position de deuxième but dans la Ligue américaine.